# Charles Boyle (personnage)
Ne doit pas être confondu avec Charles Boyle, Charles Boyle (2e comte de Burlington) ou Charles Boyle (3e vicomte Dungarvan).
 (août 2024).
Si vous disposez d'ouvrages ou d'articles de référence ou si vous connaissez des sites web de qualité traitant du thème abordé ici, merci de compléter l'article en donnant les références utiles à sa vérifiabilité et en les liant à la section « Notes et références ».
Charles Boyle est un personnage de fiction apparaissant dans la série télévisée américaine Brooklyn Nine-Nine, interprété par l'acteur Joe Lo Truglio et doublé en version française par Marc Perez.

## Biographie
Charles est le fils de Lynn et le petit-fils de Nona, la mère de son père. Il travaille comme détective à la Brigade de la 99e district, dans le quartier de Brooklyn, à New York. Jake Peralta et lui sont meilleurs amis, même s'ils ne sont pas toujours d'accord sur certaines choses. Boyle est amoureux de l'une de ses collègues, Rosa Diaz, mais malheureusement pour lui, ce n'est pas réciproque, cette dernière ne le voyant que comme un ami. Cependant, dans l'épisode Le Garde du corps, il n'hésite pas à sauver la vie de sa collègue en se prenant deux balles dans les fesses, ce qui lui permet de recevoir la médaille du courage.
Spécialiste du bricolage, il aide également Terry Jeffords à construire le château de princesse pour les jumelles de ce dernier. Bien qu'il ait un côté gaffeur et maladroit, Boyle s'investit beaucoup dans son travail ; l'arrivée du capitaine Ray Holt va l'encourager à se surpasser. Il est également amateur des fêtes d'Halloween et de Thanksgiving. Il aime aussi manger de nouveaux plats, n'hésite pas à les faire découvrir à ses collègues et est un bon cuisinier. Dans l'épisode Le voleur de Pontiac, Charles adopte deux chiots que la chienne du voisin de Holt a mis au monde après avoir eu un rapport sexuel avec Cheddar.
Il fait, plus tard, la rencontre de Vivian Ludley avec qui il commence une relation amoureuse jusqu'à ce que cette dernière lui propose de se marier et de s'installer ensemble au Canada. Boyle est incertain et Ludley décide de le plaquer ; il sombre dans la dépression. Dans l'épisode Johnny et Dora, étant au courant de la relation amoureuse qu'entretient Rosa avec Marcus, Charles lui fait la surprise en organisant un dîner en tête-à-tête entre Marcus et elle dans un grand restaurant. 
Sans le vouloir, Peralta et Amy Santiago vont découvrir, un soir, en passant chez Gina Linetti, que Charles et cette dernière ont des rapports intimes. Gina met par la suite fin à leur relation. Plus tard, Lynn et Darlene font connaissance dans un hôtel, tombent amoureux l'un de l'autre et décident de se marier. Charles devient alors le beau-fils de Darlene et le beau-frère de Gina, qui entretiendront dorénavant une relation familiale. 
Désespérément seul, dans l'épisode L'intuition de Boyle, il fait, un jour, la connaissance de Geneviève Mirren-Carter, une grande artiste peintre, avec qui il se découvre de nombreux points communs, mais la jeune femme est condamnée à 10 ans de prison pour fraude à l'assurance. Il en tombe amoureux et réciproquement. Avec son meilleur ami, il découvre qu'en réalité, c'est Dvora, l'assistante de Nick amoureuse de ce dernier, qui a utilisé un moule de la main de Geneviève pour obtenir ses empreintes et lui faire porter le chapeau du braquage de la braderie, où des œuvres d'art volées sont planquées dans un box de garde-meubles. Cette arrestation permet d'innocenter Geneviève et il commence une histoire d'amour avec elle. Plus tard, le couple adopte un fils d'origine lettonne, Nikolaj.
Dans l'épisode "le jeu de Boyle", une analyse génétique révèle que Charles n'est pas un Boyle.

## Anecdote
Dans l'épisode 15 de la saison 6, lors d'une conversation avec le capitaine Ray Holt, il sous-entend que sa cousine est Susan Boyle.